# Within You Without You
〈Within You Without You〉는 조지 해리슨이 썼고 비틀즈의 1967년 음반 《Sgt. Pepper's Lonely Hearts Club Band》에 발매되었다. 해리슨이 인도 고전 작품으로는 〈Love You To〉 이후 두 번째 작품으로 1966년 말에 그의 멘토이자 시타르 선생님인 라비 샹카르와 함께 인도에 머물면서 영감을 얻었다. 다른 비틀즈 없이 런던에서 녹음된 이 노래는 시타르, 에스라즈, 타블라 같은 인도 악기들을 특징으로 하며 해리슨과 아시아 음악계 멤버들에 의해 연주되었다. 이 녹음은 비틀즈의 이전 작품에서 중요한 이탈을 의미했다. 음악적으로, 그것은 인도의 헌신적인 전통을 불러일으키는 반면, 가사의 명백한 정신적인 질은 해리슨의 힌두교 철학 흡수와 베다의 가르침을 반영한다.